# Charles Thiéfry
Charles Joseph Thiéfry (Antoing, 30 juli 1796 - Brussel, 10 mei 1878) was een Belgisch volksvertegenwoordiger.

## Levensloop
Hij was een zoon van Maximilien Thiéfry en Jeanne Cuvelier. Hij trouwde met gravin Caroline de Fusco-Mataloni.
Na studies aan de militaire school van Saint-Cyr (1813) werd Thiéfry onderluitenant bij het 59ste Linie (1813-1814) en nam deel aan de laatste veldslagen van het Franse keizerrijk. Hij werd tweemaal gekwetst. Hij werd nadien in het Verenigd Koninkrijk der Nederlanden kapitein bij het 10de Lansiers (1815-1830).
Einde 1830 nam hij ontslag uit het leger en vestigde zich in Doornik. Na een tiental jaren verhuisde hij naar Brussel.
In 1848 werd hij liberaal volksvertegenwoordiger voor het arrondissement Brussel en vervulde dit mandaat tot in 1859.
Hij was onder meer:
- bestuurder van de ULB (1863-1878),
- ondervoorzitter van de Berg van barmhartigheid in Brussel,
- bestuurder van het burgerlijk hospitaal in Doornik (1825-1841),
- bestuurder van de Etablissement de Bains Economiques et de Lavoirs Publics dans la ville de Bruxelles.

In 1852 werd hij lid van de vrijmetselaarsloge Les Vrais Amis de l'Union. Hij was een van de auteurs van het voorstel om het gezag te weigeren van de Opperraad over de eerste drie graden. Dit kaderde in de discussies over het al dan niet toelaten in de loges van discussies over politiek en religie. Toen zijn loge zijn voorstel niet volgde, zich integendeel afscheurde van het Grootoosten en alleen nog de Opperraad erkende (die tegen het toelaten van dergelijke discussies was), nam hij in 1855 ontslag. In 1866 werd hij lid van Les Amis Philanthropes. Samen met Joseph Van Schoor was hij de testamentuitvoerder van Pierre-Théodore Verhaegen. In 1877 was hij aanwezig bij de eerstesteenlegging van de tempel in de Peterseliestraat.
Er is een Thiéfrystraat in Schaarbeek.